# 曼努埃爾安東尼奧國家公園

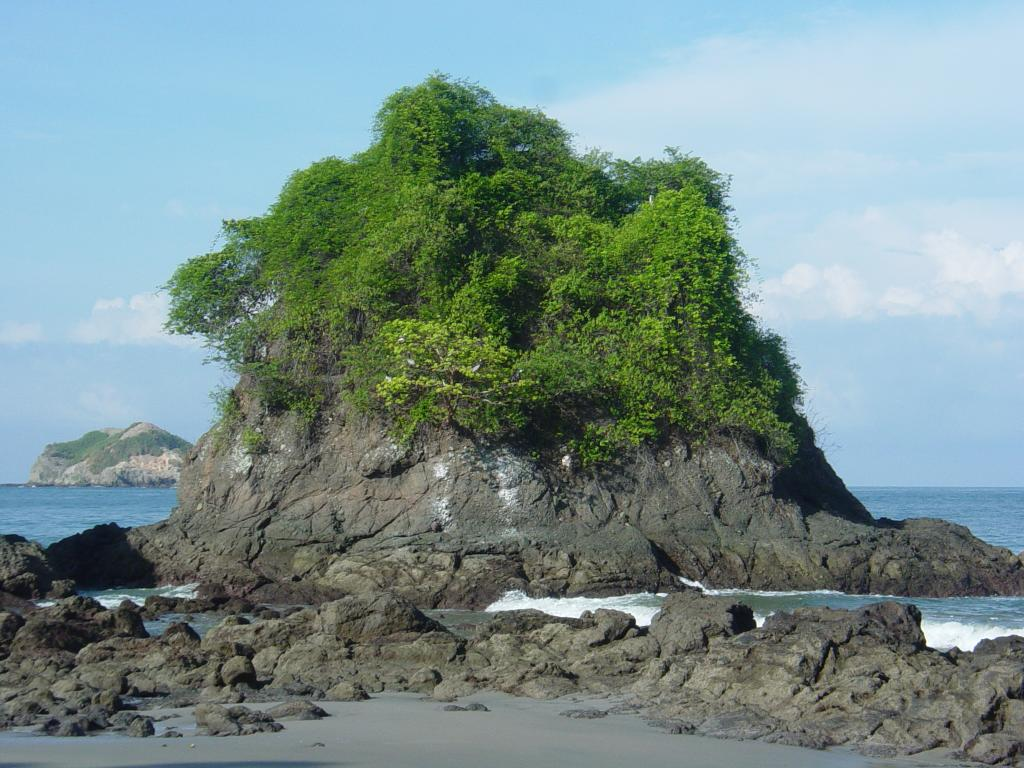

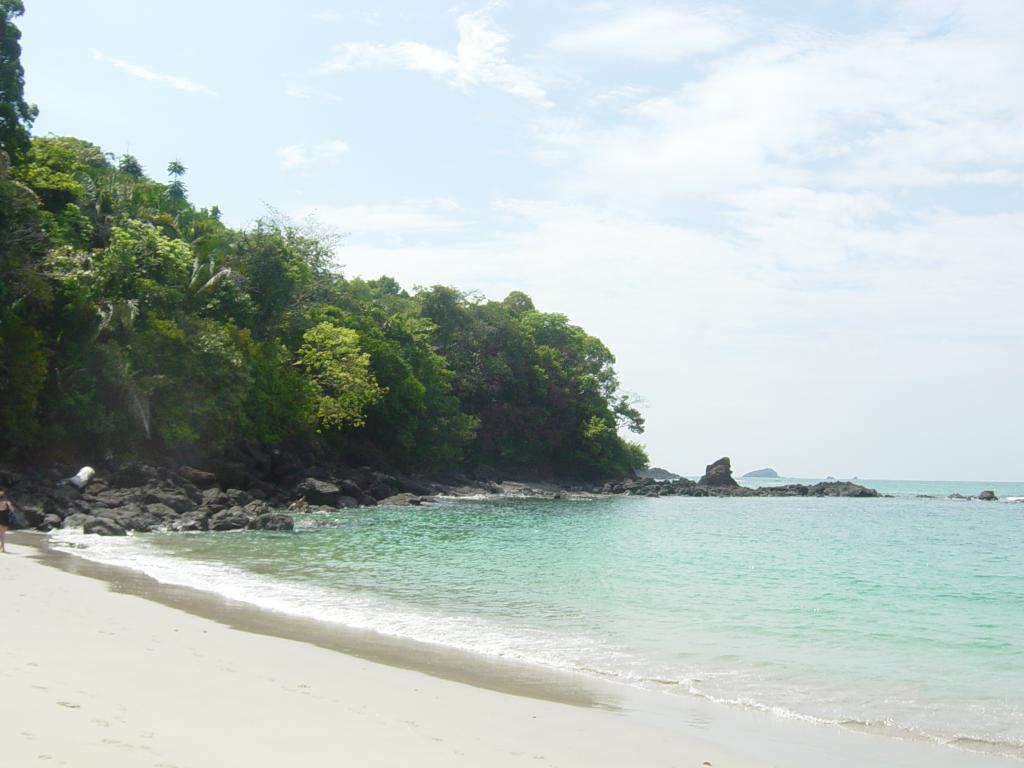

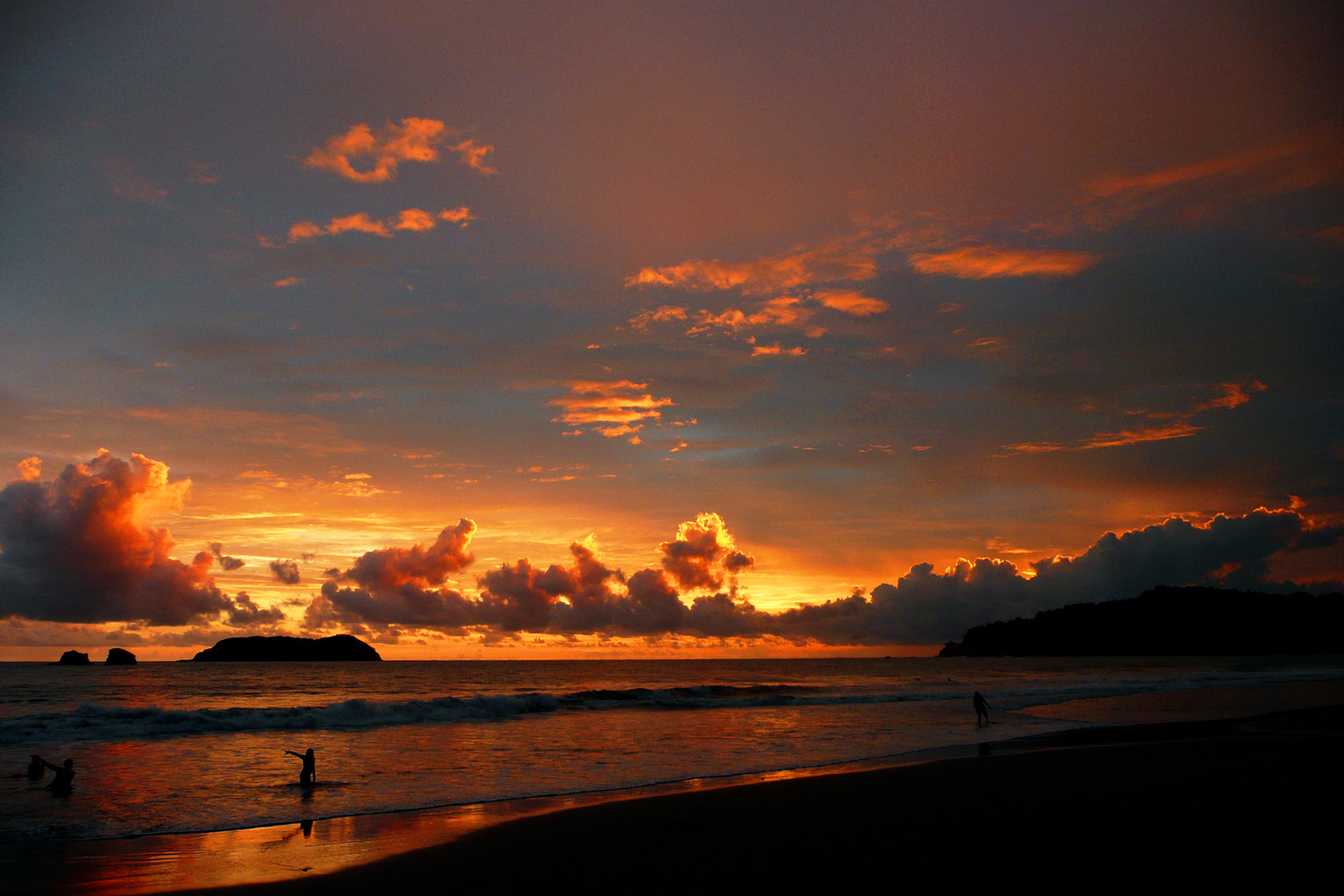

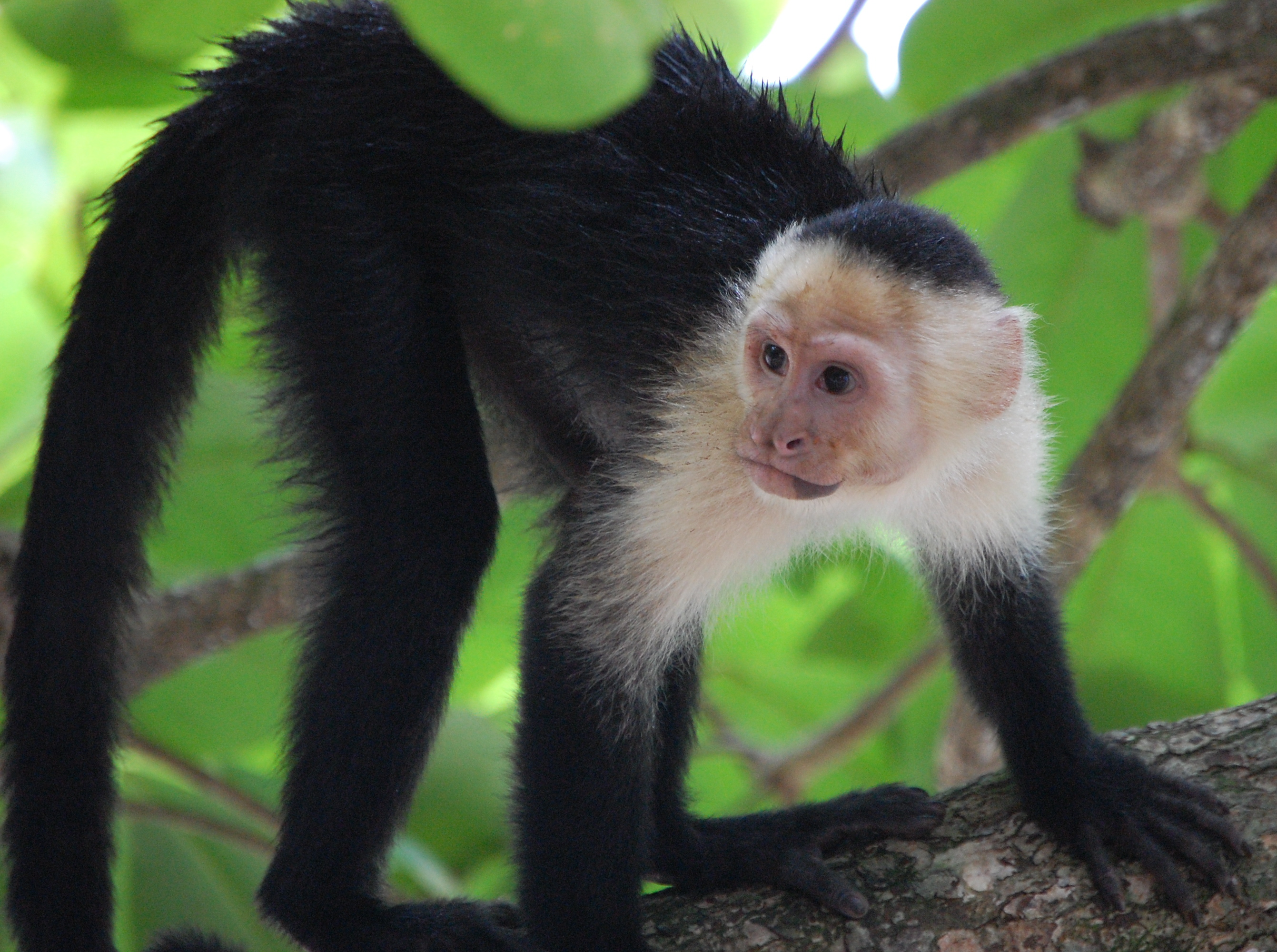

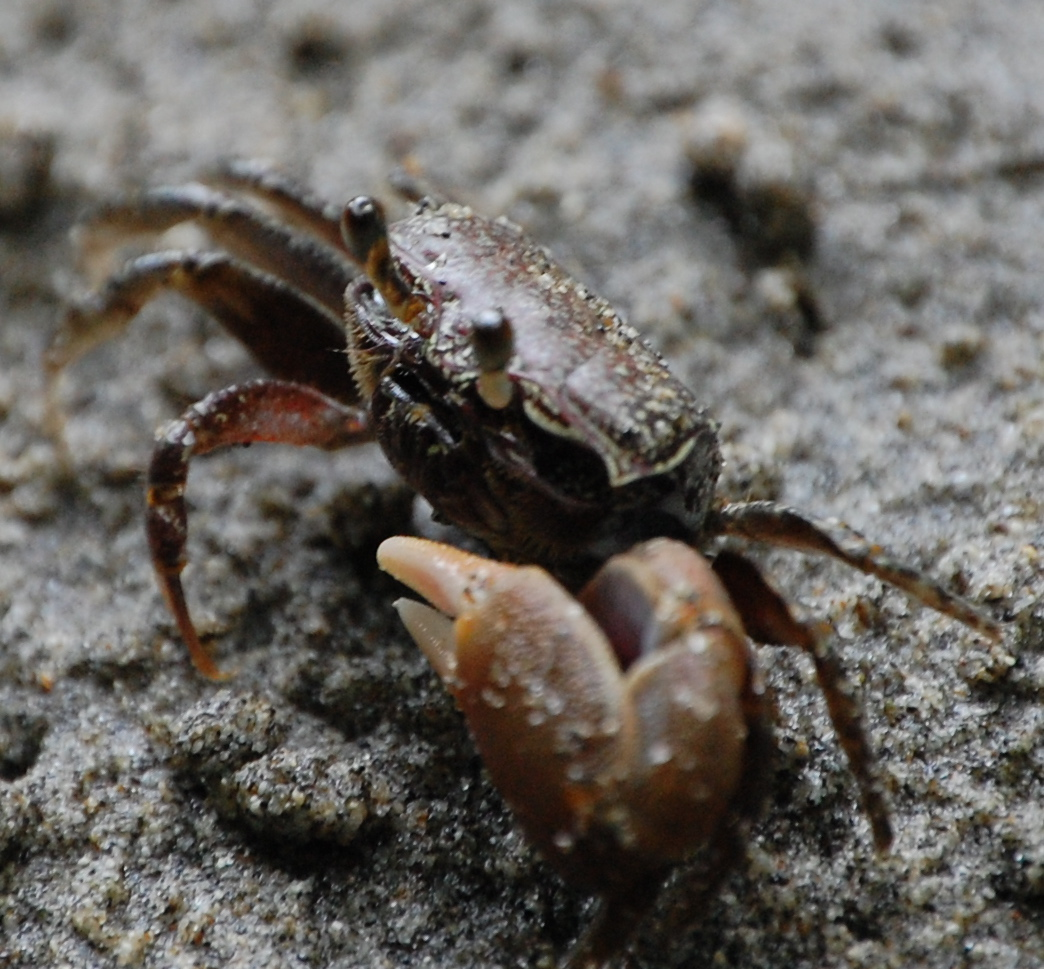

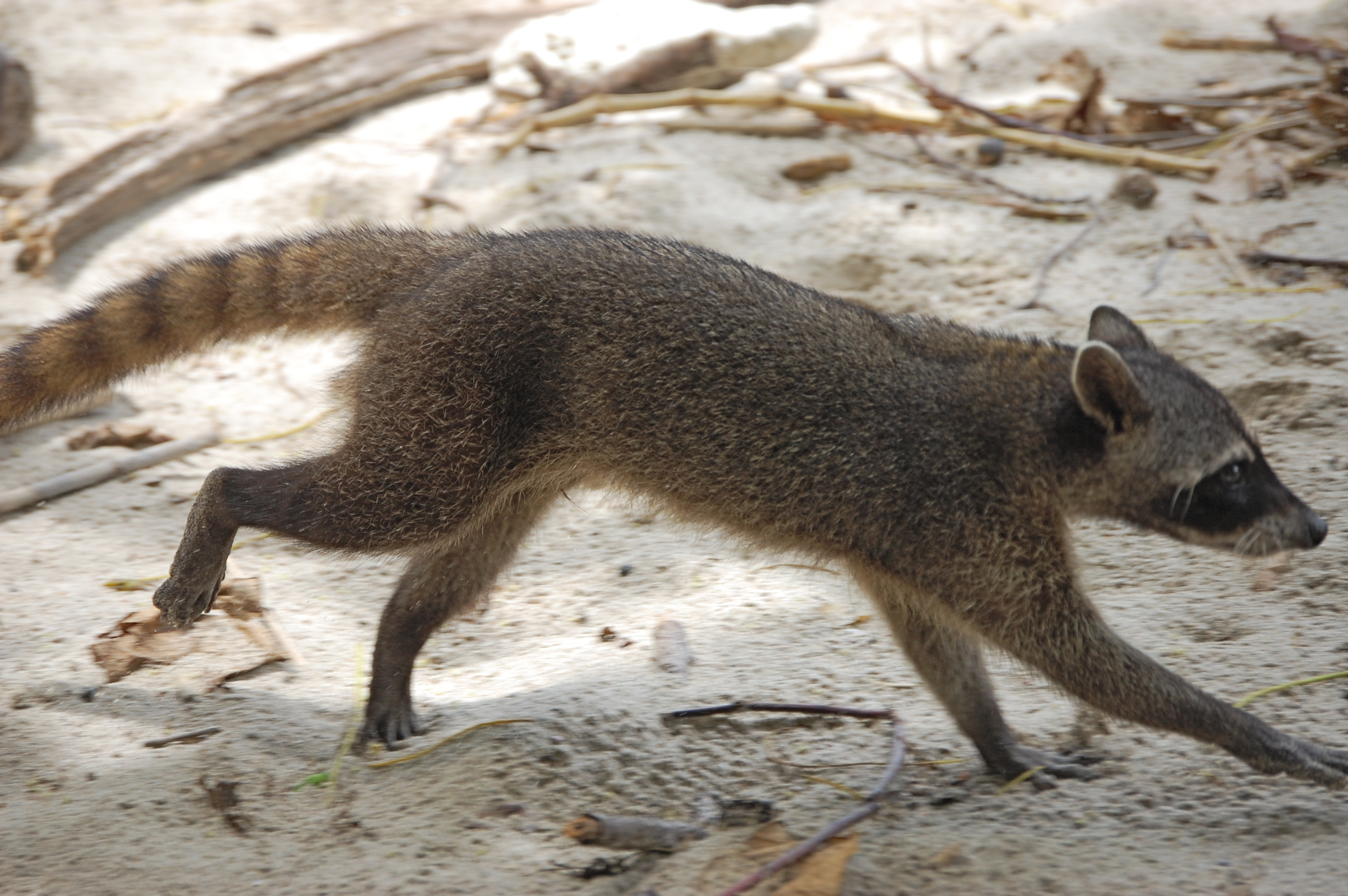

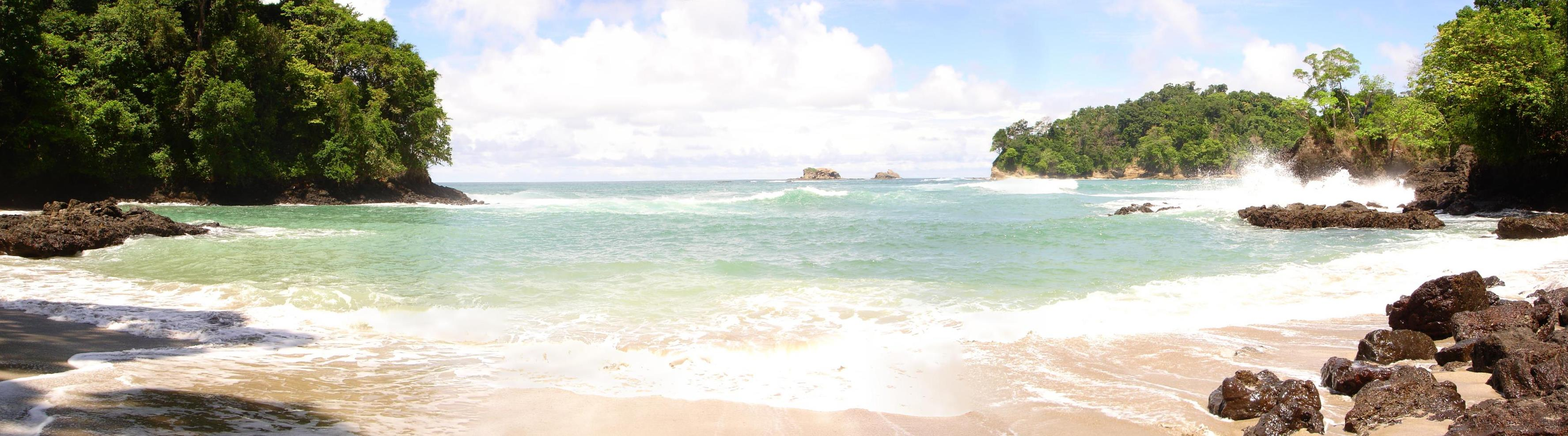

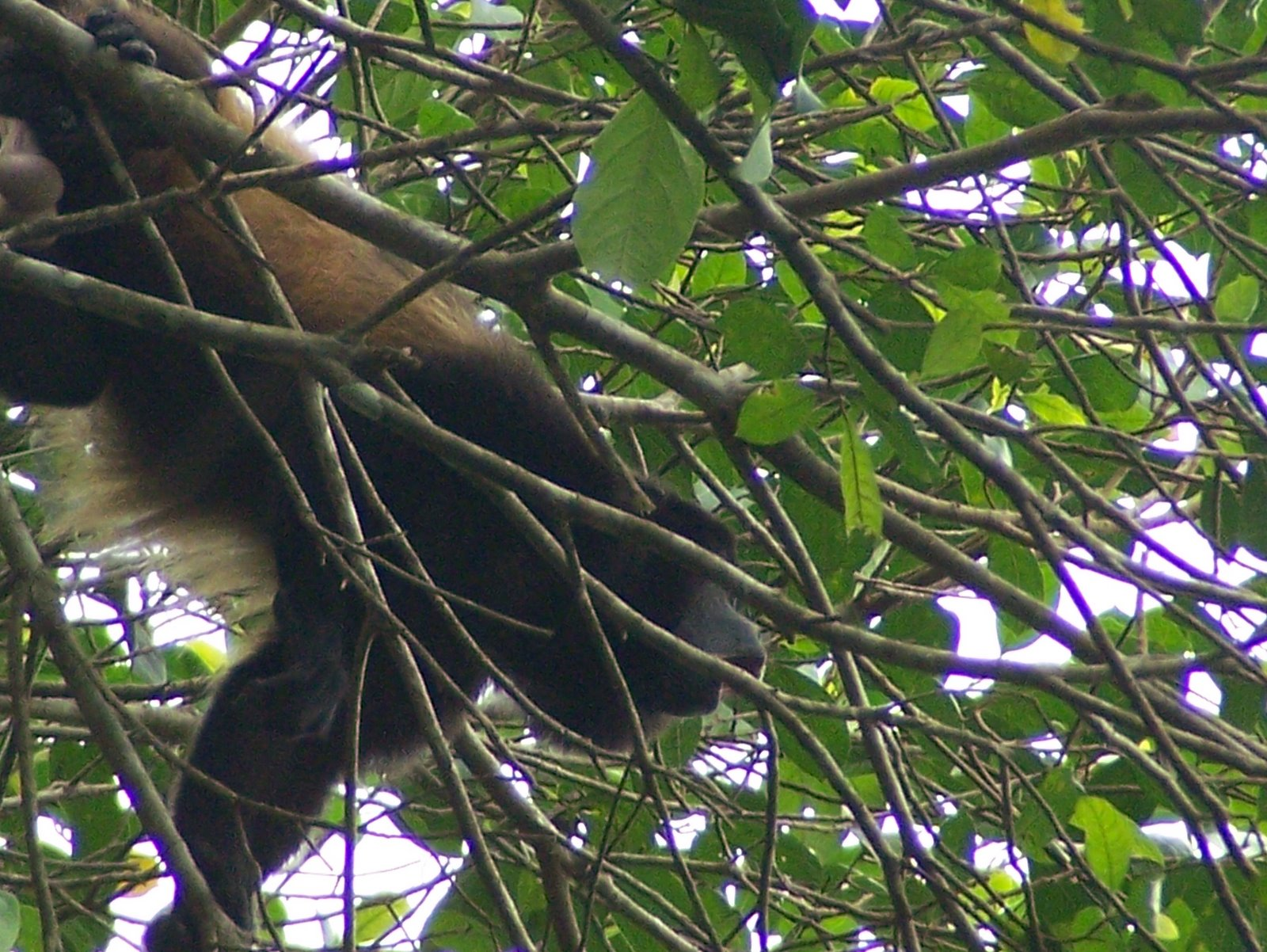

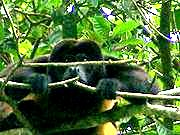

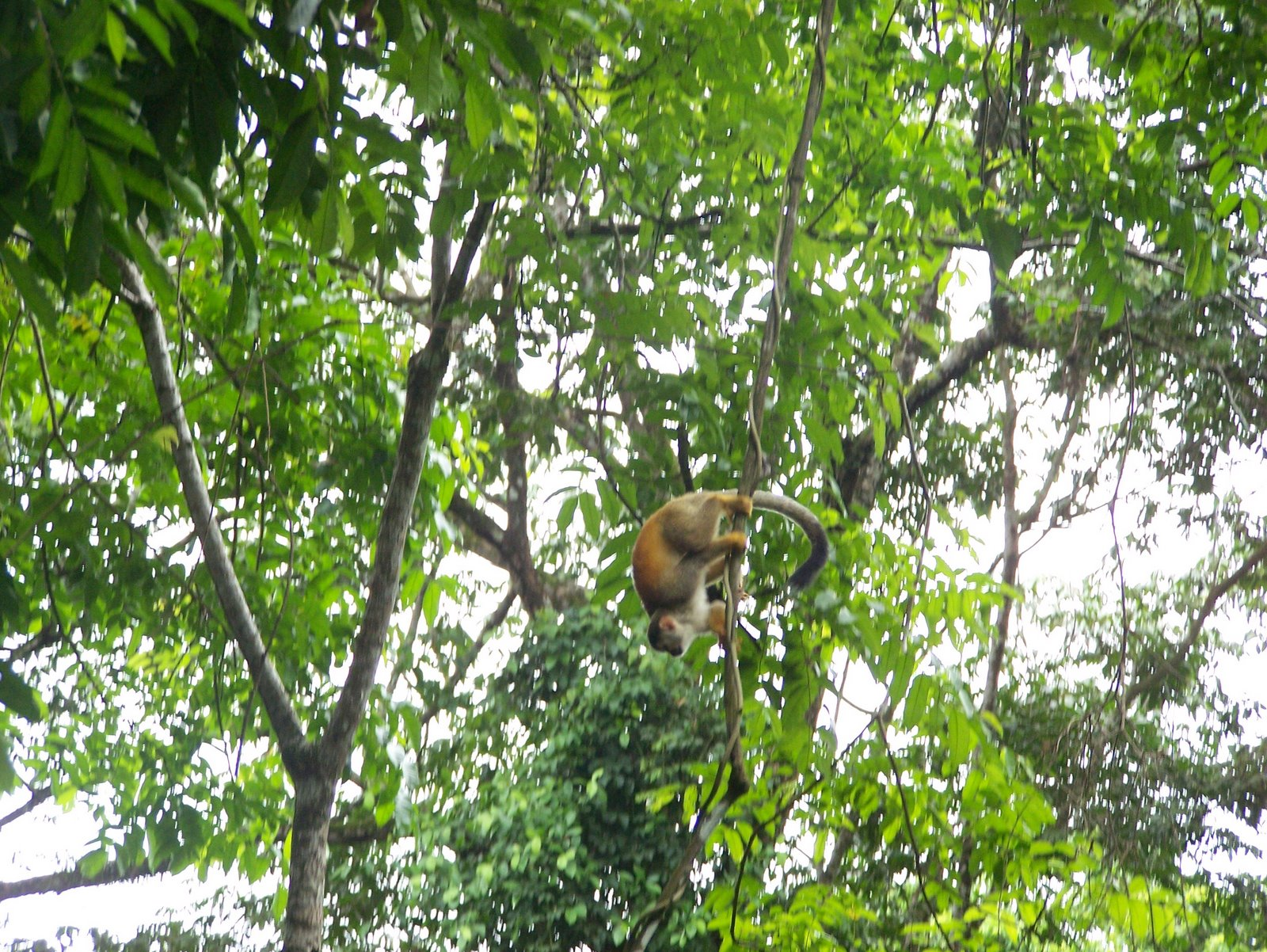

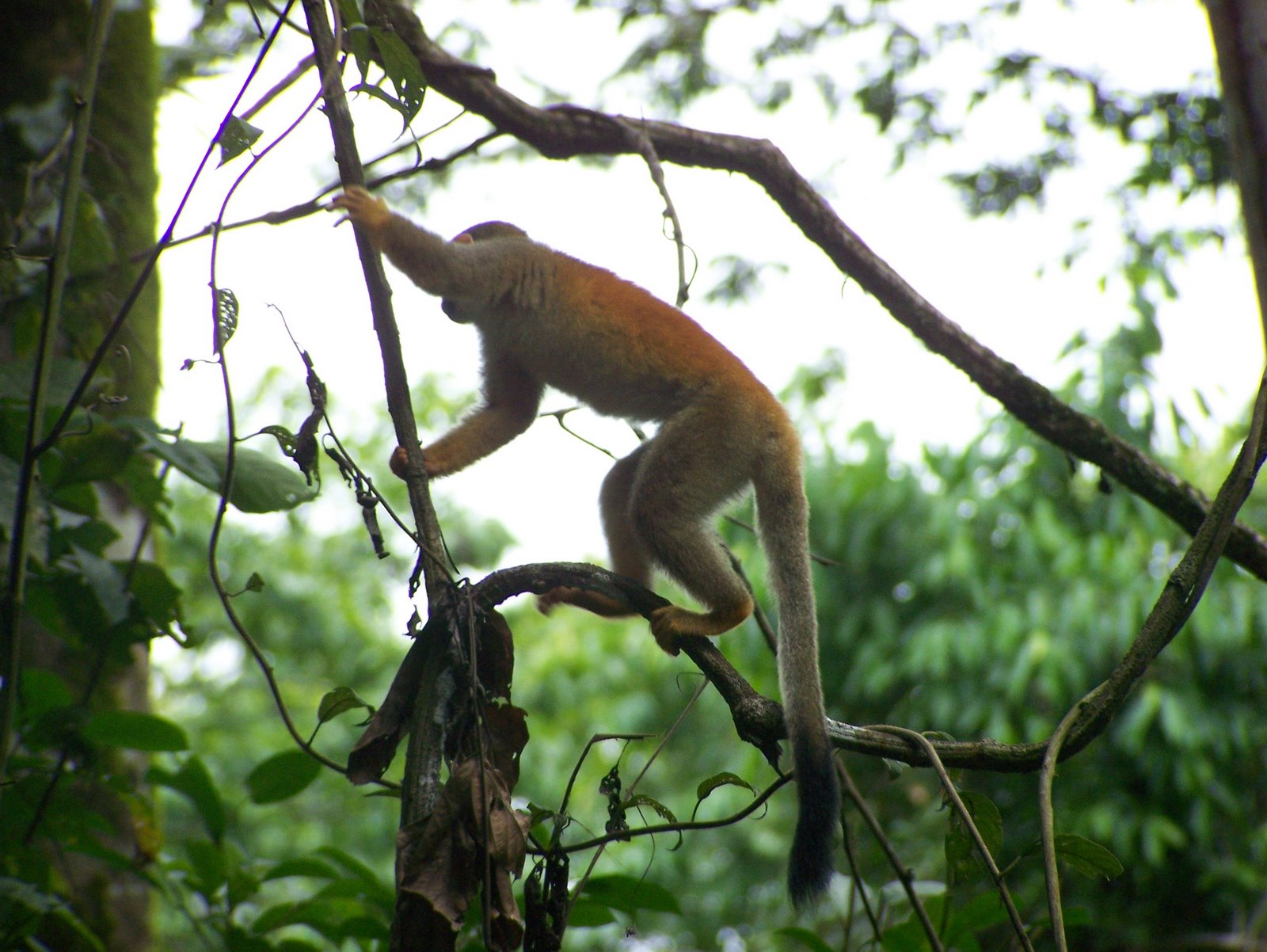

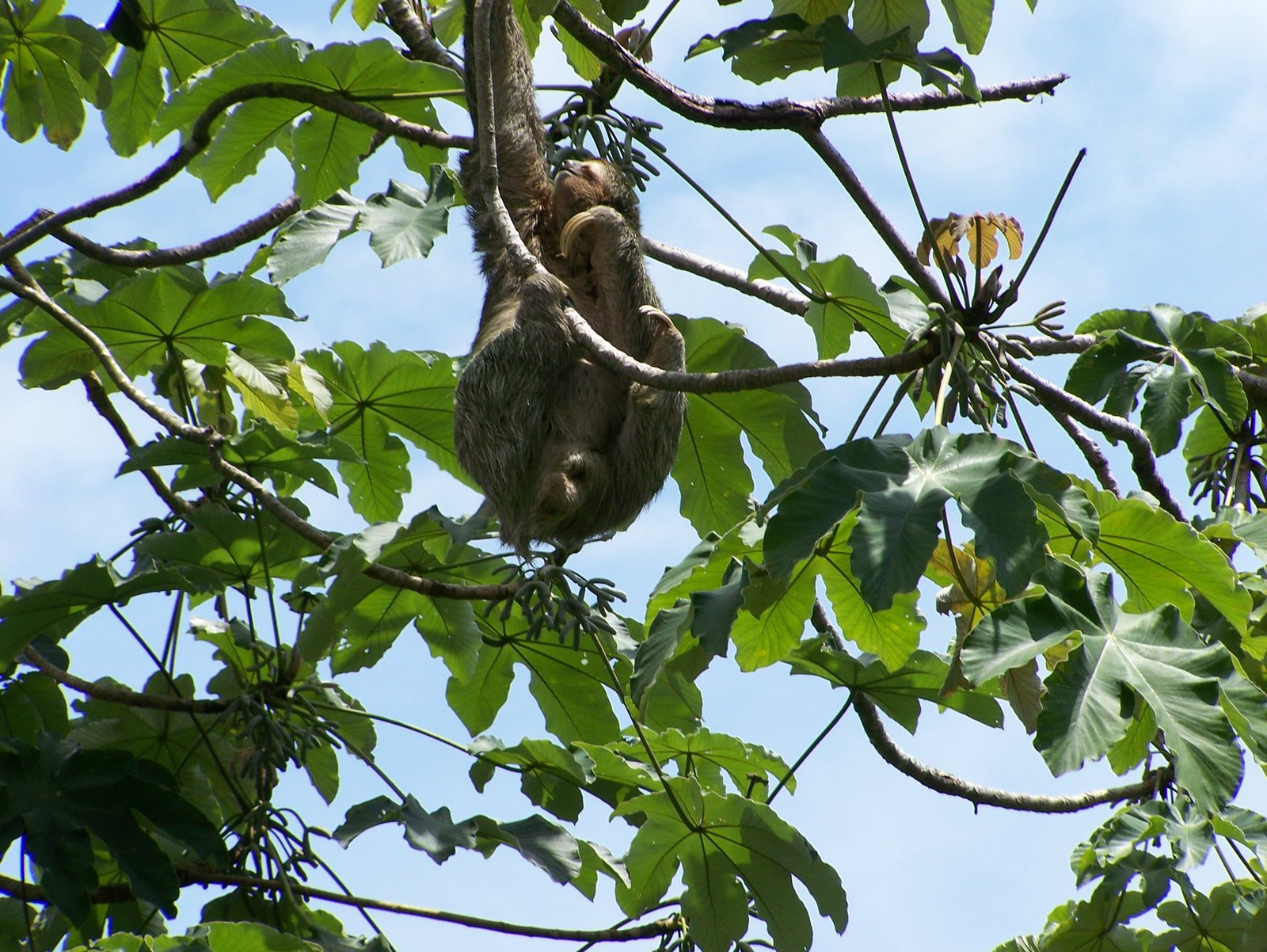
Three-toed Sloth

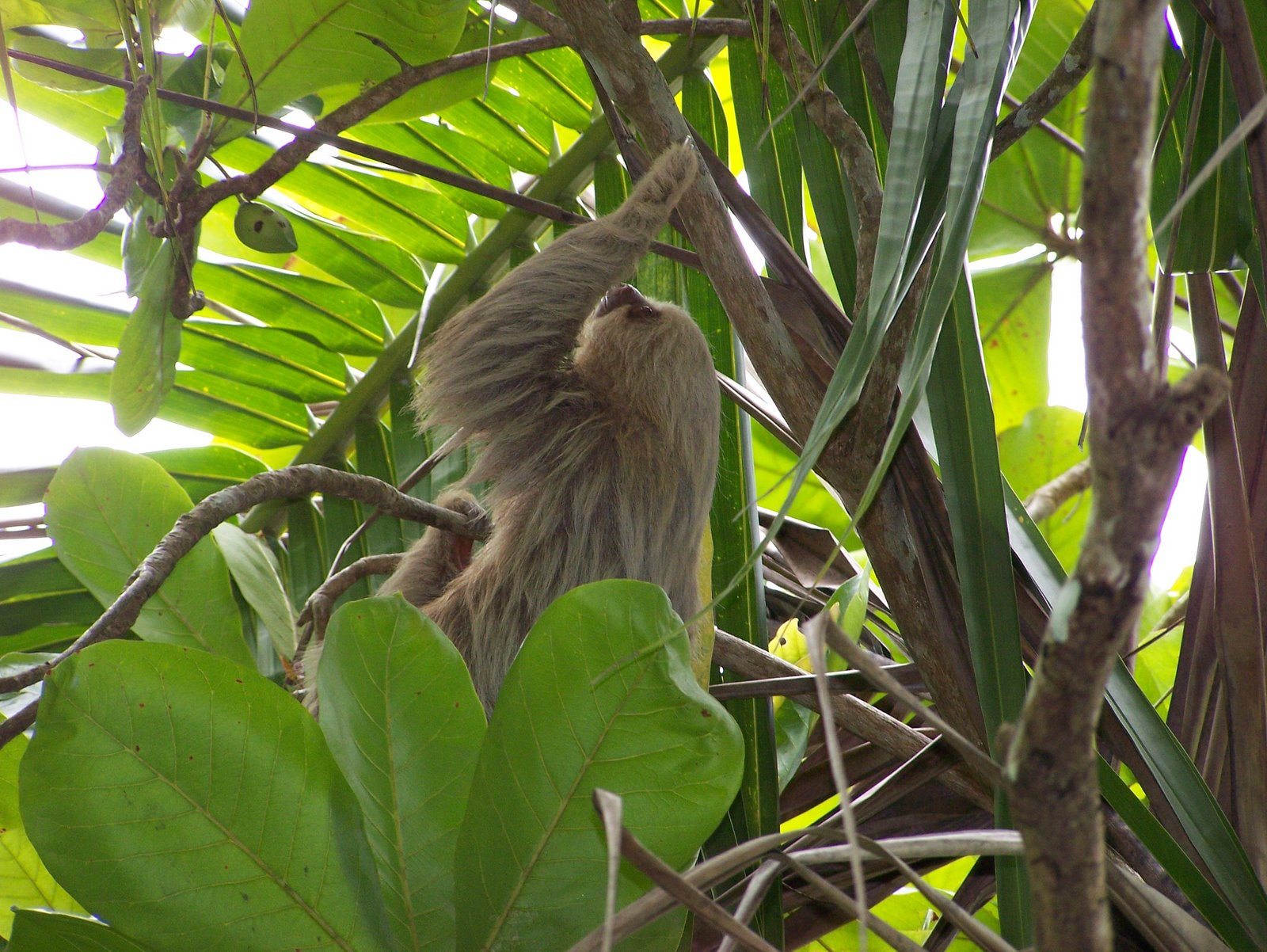

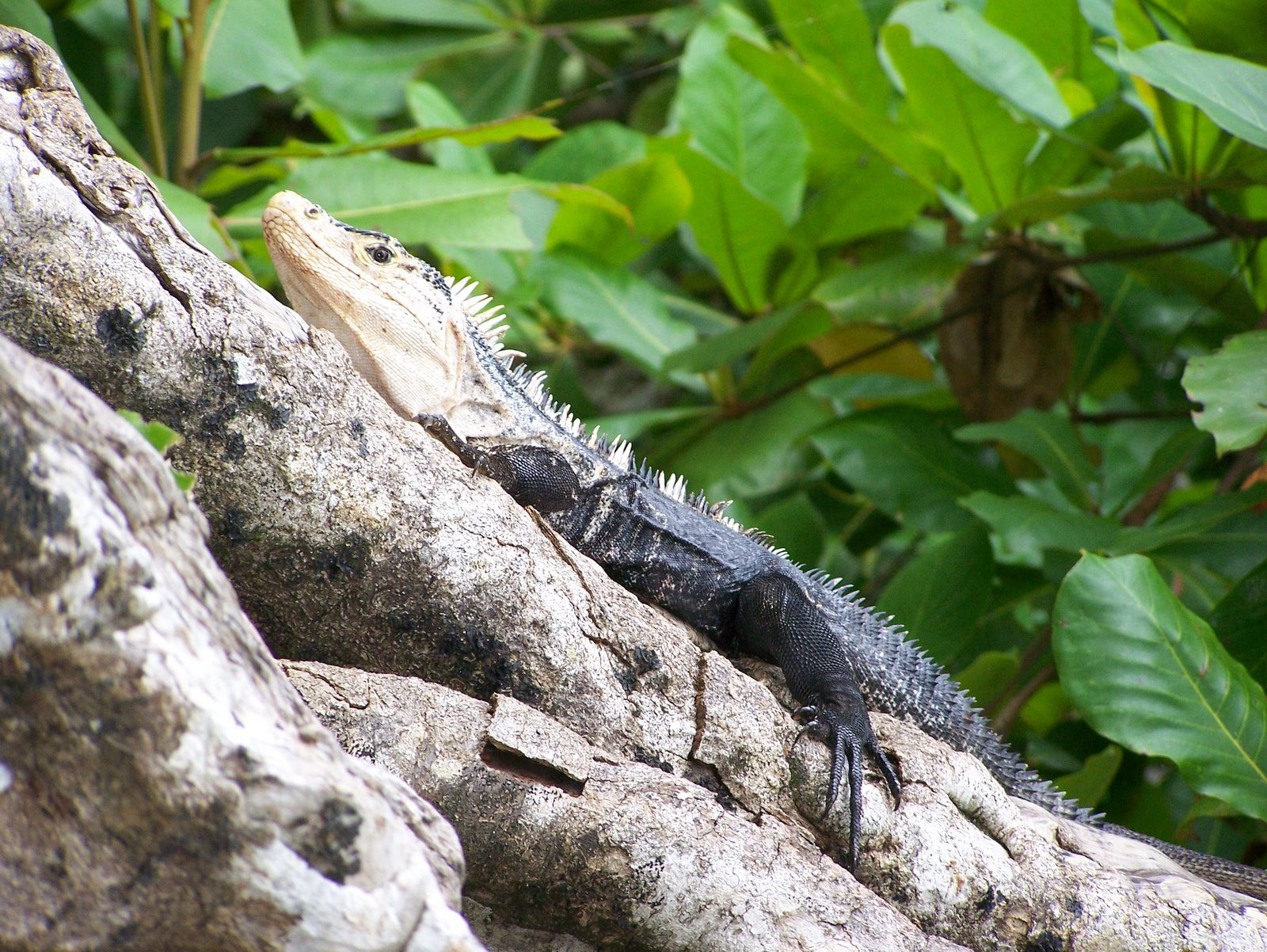

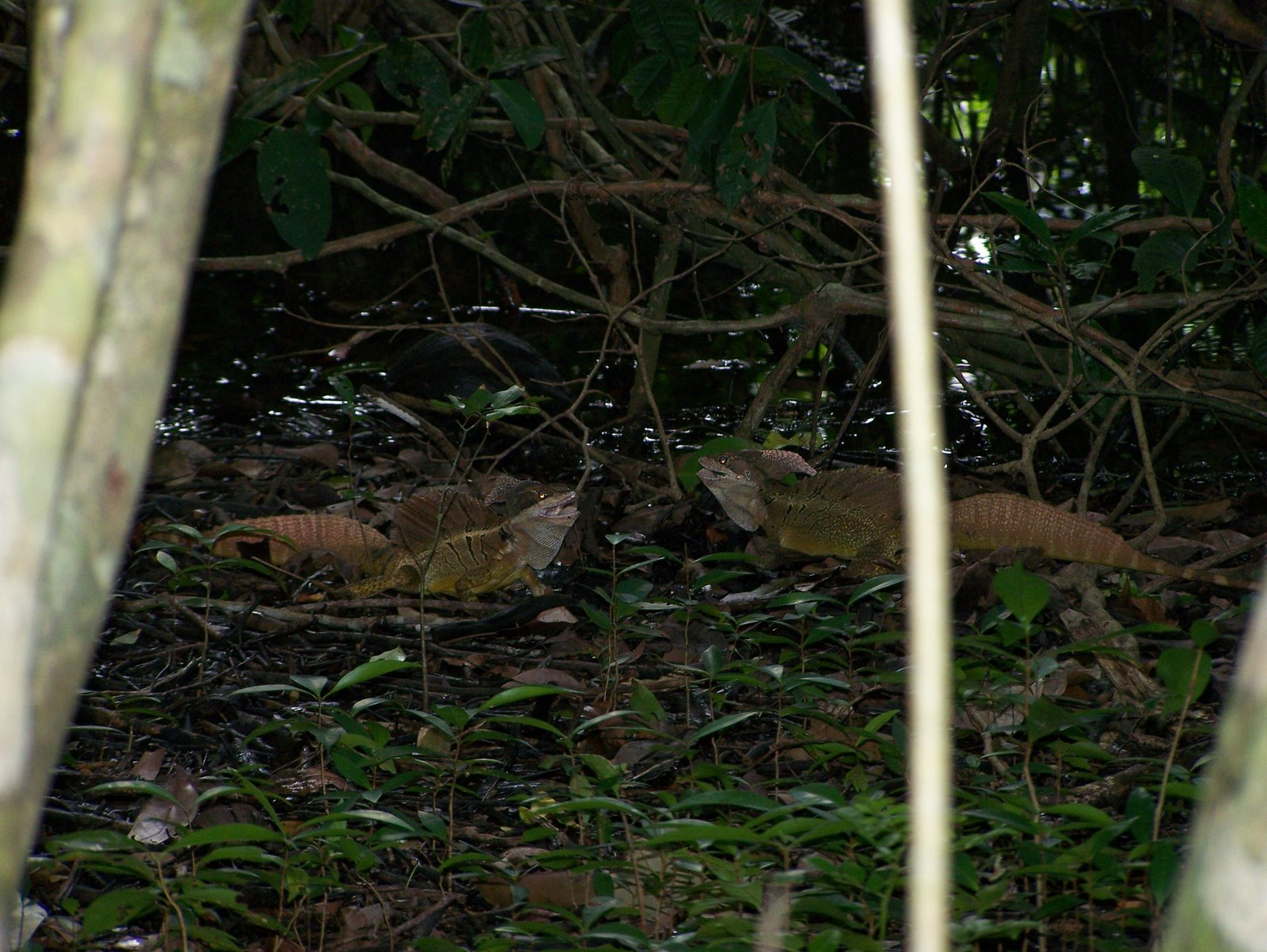

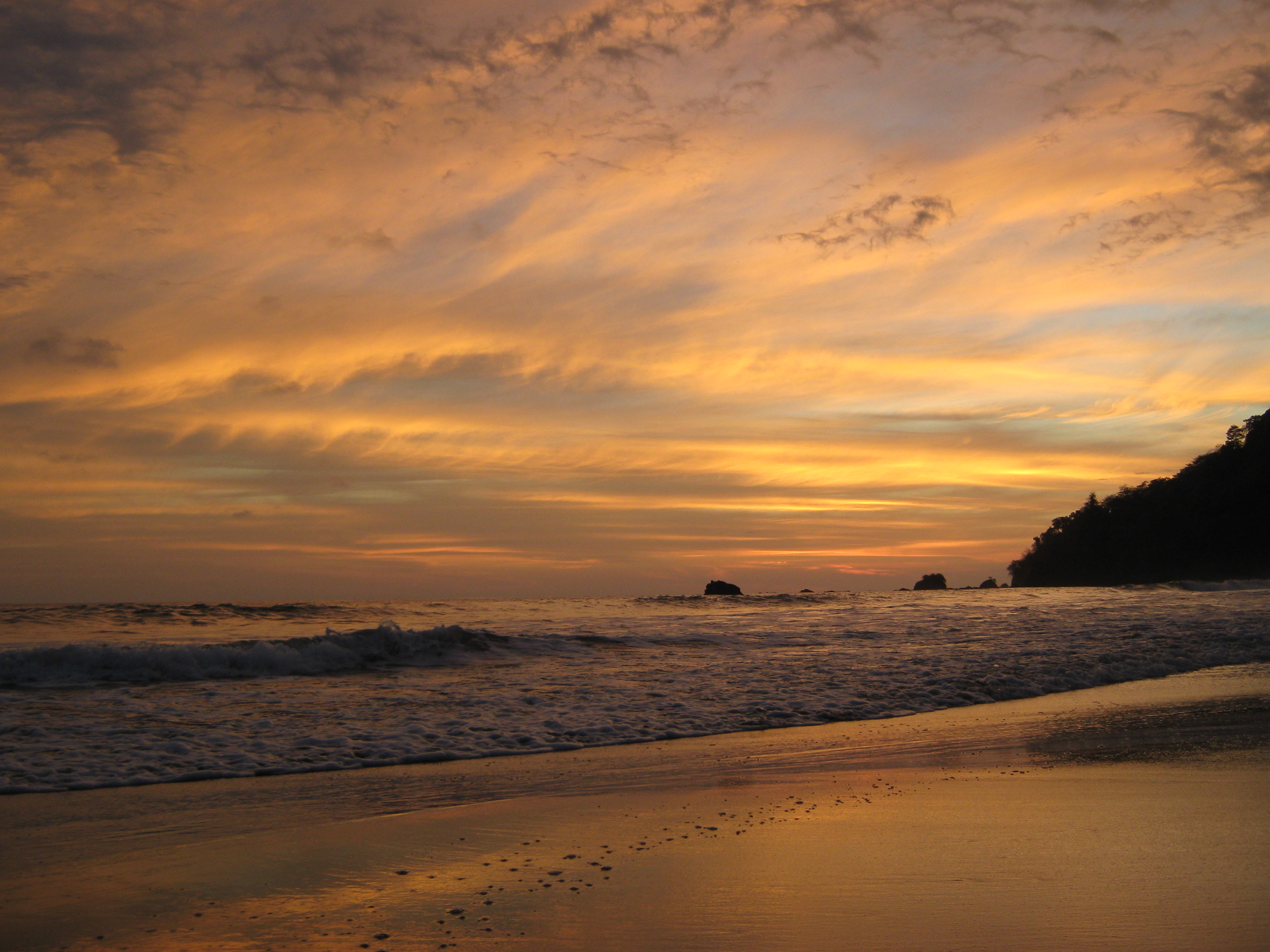

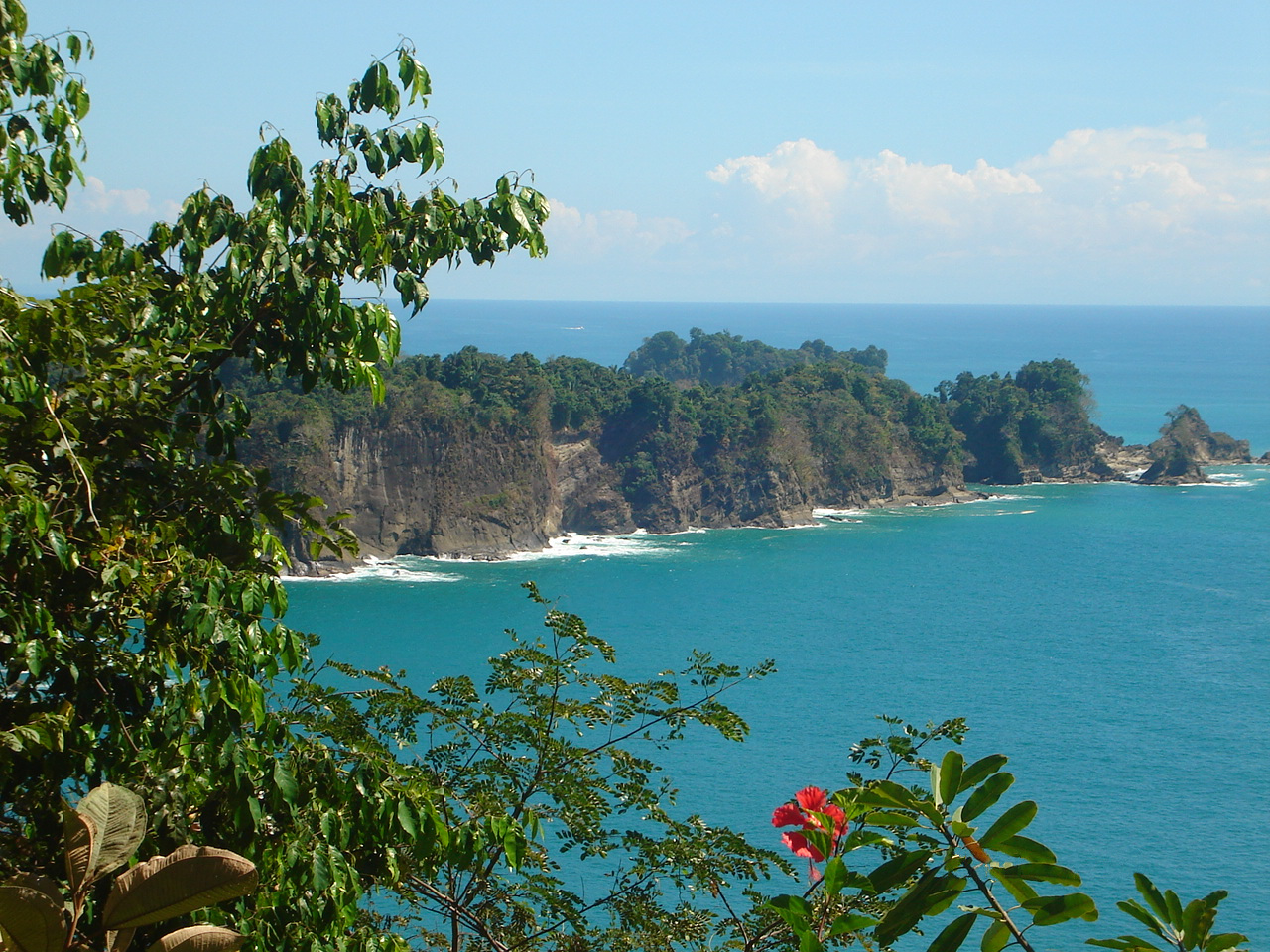

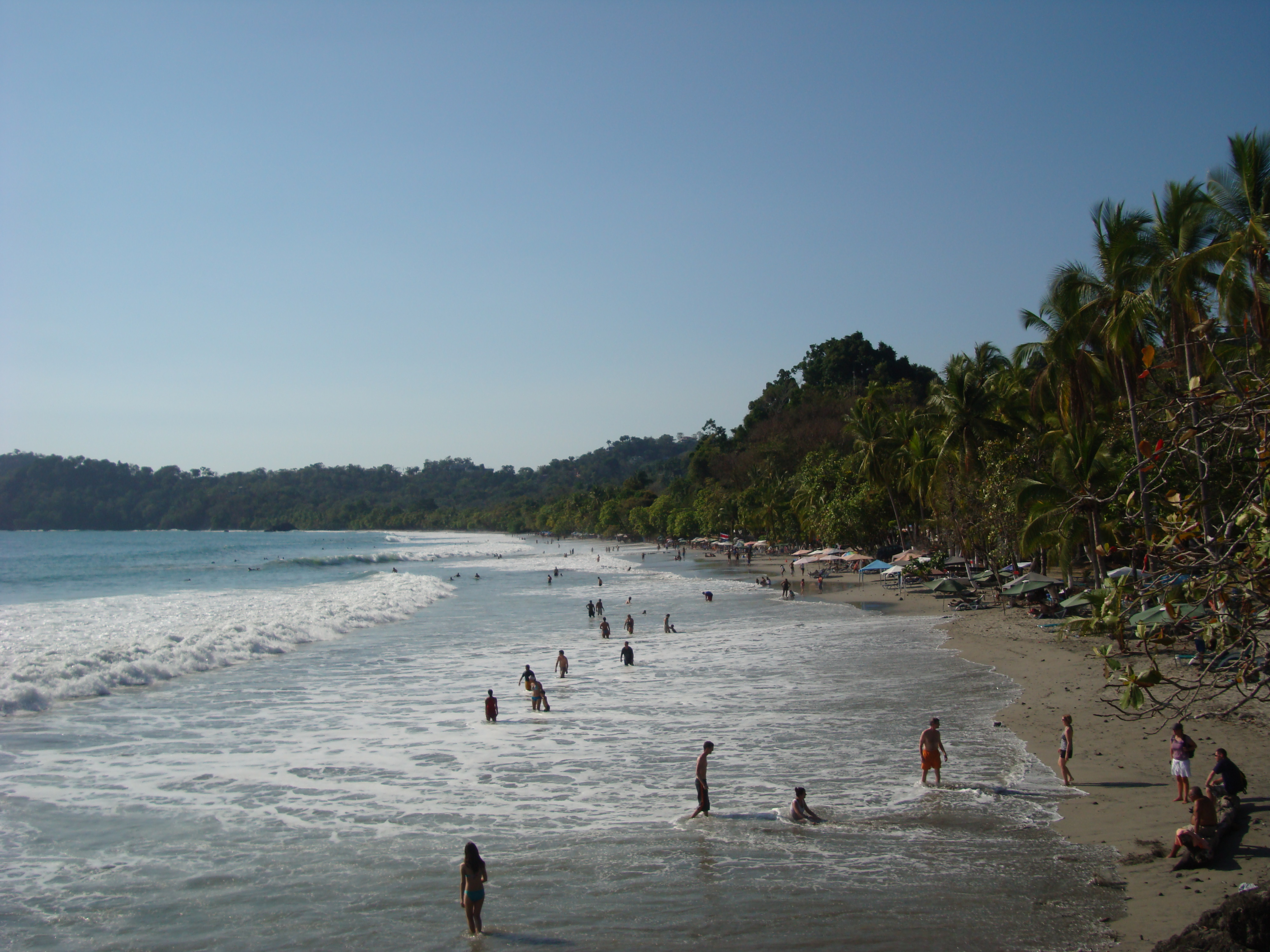

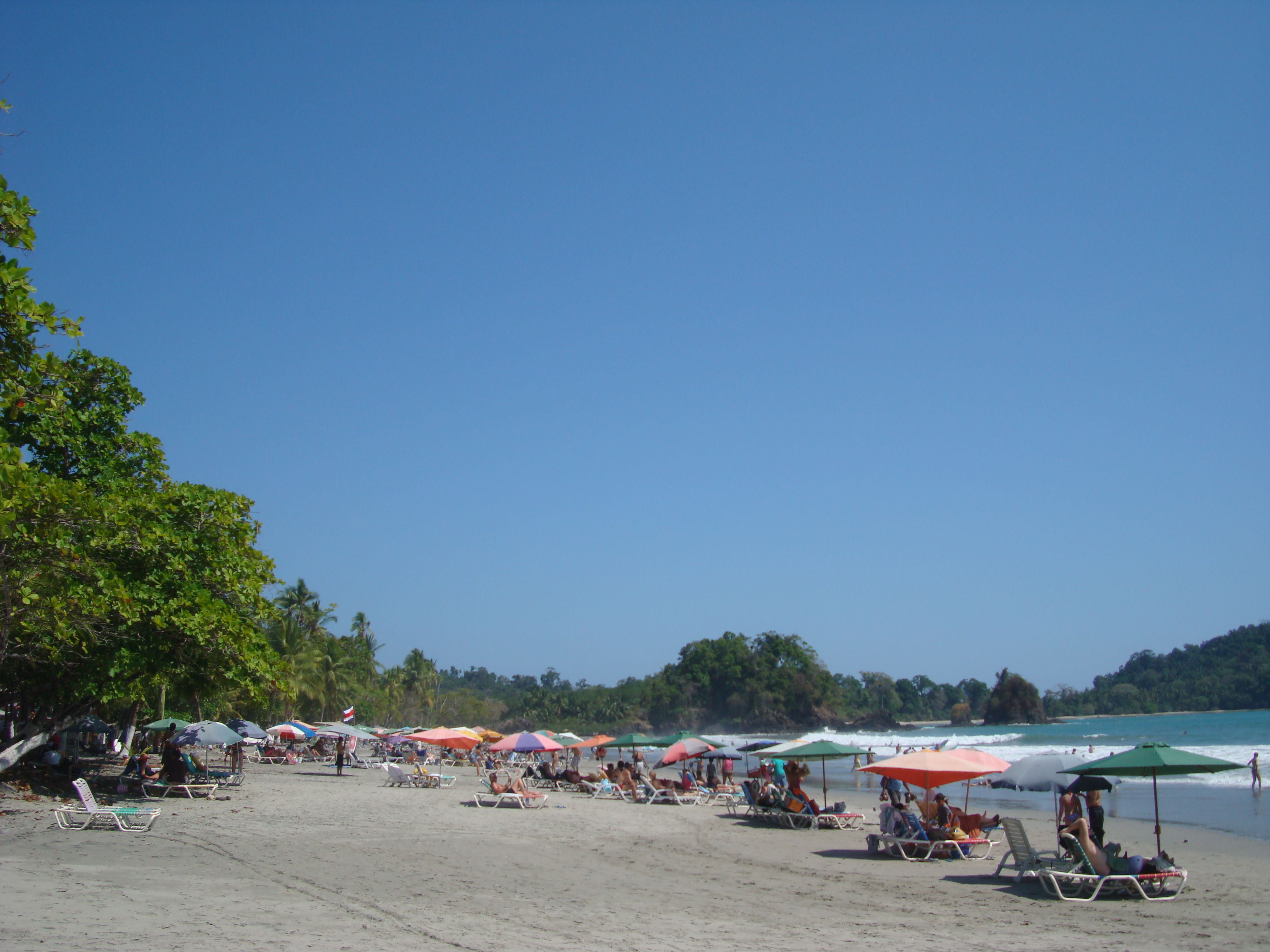

曼努埃爾安東尼奧國家公園是哥斯達黎加的國家公園，位於該國西部太平洋沿岸，距離聖何塞132公里，由蓬塔雷納斯省負責管轄，面積6.82平方公里，成立於1972年11月15日。

## 外部連結
- Manuel Antonio National Park （页面存档备份，存于） at Costa Rica National Parks